# Acrodactyla cursor
Acrodactyla cursor là một loài tò vò trong họ Ichneumonidae.